# Lista de regiões de Nunavut

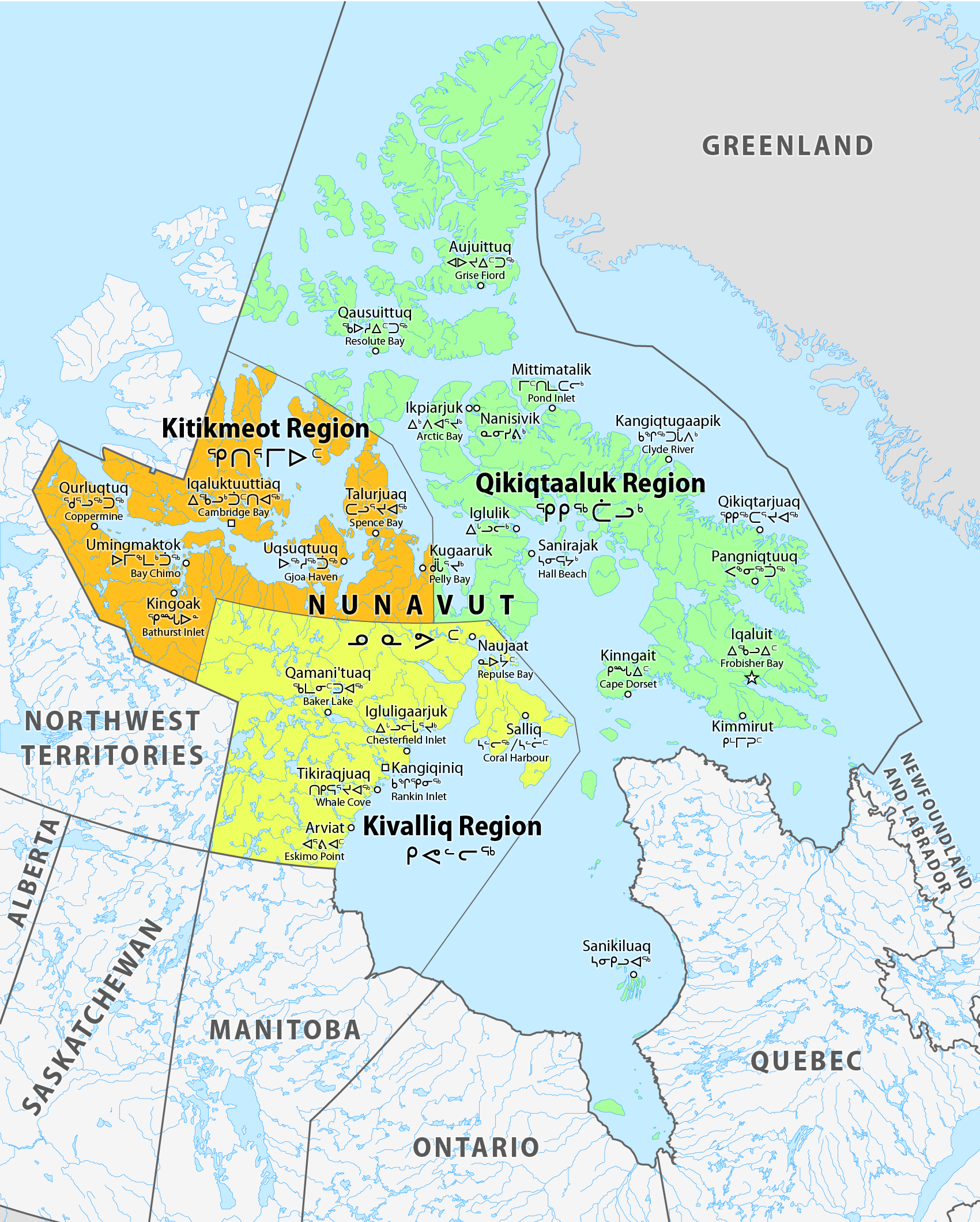
Mapa das regiões de Nunavut.

As três regiões de Nunavut servem como divisões do censo, embora a Statistics Canada use os nomes "Região de Baffin" para a Região de Qikiqtaaluk e "Região de Keewatin" para a Região de Kivalliq. Embora as regiões não tenham governos autônomos, os serviços governamentais territoriais de Nunavut são altamente descentralizados em uma base regional.
É um equívoco pensar que Nunavut é composto de algumas das antigas regiões dos Territórios do Noroeste, separadas em sua totalidade. Este não é o caso; a linha divisória não seguiu os limites da região, embora os limites tenham sido subsequentemente refinados, de modo que três regiões dos antigos Territórios do Noroeste constituam coletivamente Nunavut.
As divisões regionais são distintas do sistema distrital de divisão dos Territórios do Noroeste que datam de 1876 e foram abolidas quando Nunavut foi criado, embora, por razões práticas, não tenha sido usado desde os anos 80. Nunavut abrange a totalidade do Distrito de Keewatin (que tinha fronteiras diferentes da Região de Kivalliq), a maioria do Distrito de Franklin e uma pequena porção do Distrito de Mackenzie.
| Região e Código postal   | Região de Kitikmeot                                         | Região de Kivalliq                                         | Região de Qikiqtaaluk                                    |
| ------------------------ | ----------------------------------------------------------- | ---------------------------------------------------------- | -------------------------------------------------------- |
| Região e Código postal   | (oriundo da "Região de Kitikmeot", Territórios do Noroeste) | (oriundo da "Região de Keewatin", Territórios do Noroeste) | (oriundo da "Região de Baffin", Territórios do Noroeste) |
| Nome da divisão do censo | Kitikmeot Region ᕿᑎᕐᒥᐅᑦ                                     | Keewatin Region ᑭᕙᓪᓕᖅ                                      | Baffin Region ᕿᑭᖅᑖᓗᒃ                                     |
| Localidade regional      | Cambridge Bay                                               | Rankin Inlet                                               | Iqaluit                                                  |
| Área                     | 443,277,47 km2 (171,15 sq mi)                               | 444,621,71 km2 (171,67 sq mi)                              | 989,879,35 km2 (382,19 sq mi)                            |
| População (2016)         | 6,543                                                       | 10,413                                                     | 18,988                                                   |
| População (2011)         | 6,012                                                       | 8,955                                                      | 16,939                                                   |
| Porcentagem de mudança   | +8.8%                                                       | +16.3%                                                     | +12.1%                                                   |
| Densidade                | 0,015/km²                                                   | 0,023/km²                                                  | 0,019/km²                                                |
| Mapa                     |                                                             |                                                            |                                                          |